# Dendrothrips saltatrix
Dendrothrips saltatrix är en insektsart som beskrevs av Jindřich Uzel 1895. Dendrothrips saltatrix ingår i släktet Dendrothrips, och familjen smaltripsar. Arten är reproducerande i Sverige.